# Maison Sprague
La maison Sprague (en anglais : Sprague House) est une maison de style Second Empire située dans la ville d'Ithaca dans l'État de New York aux États-Unis.

## Histoire
La maison est construite en 1871 par Charles Titus, lequel fait canaliser les eaux du Six Mile Creek, puis devient promoteur immobilier des terrains devenus constructibles situés immédiatement au sud du centre-ville d'Ithaca. Titus vende très tôt la maison à ses beaux-frères, Joseph et Louisa Sprague.

## Description
La grande maison se situe 412 South Albany Street dans le quartier de Henry St. John, à une très courte distance du centre-ville d'Ithaca.
Le bâtiment, qui occupe un terrain d'angle, présente un style Second Empire, très popoulaire aux États-Unis à l'époque de sa construction. Développée sur deux niveaux principaux plus une mansarde, la maison présente un plan très complexe. Une tour d'angle surmontée de décorations en fer forgé caractérise les façades orientées vers le sud et l'est.

## Galerie d'images

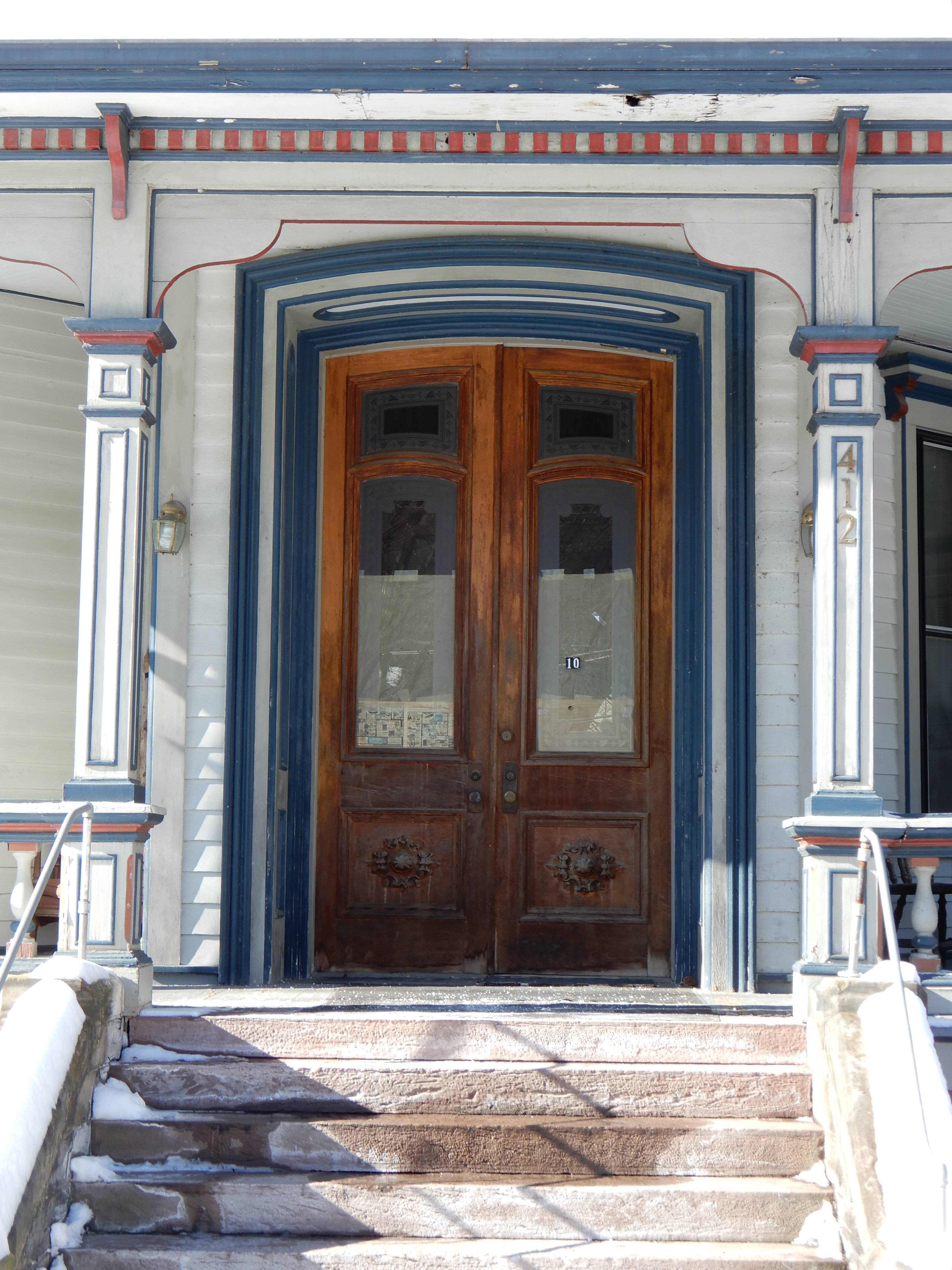
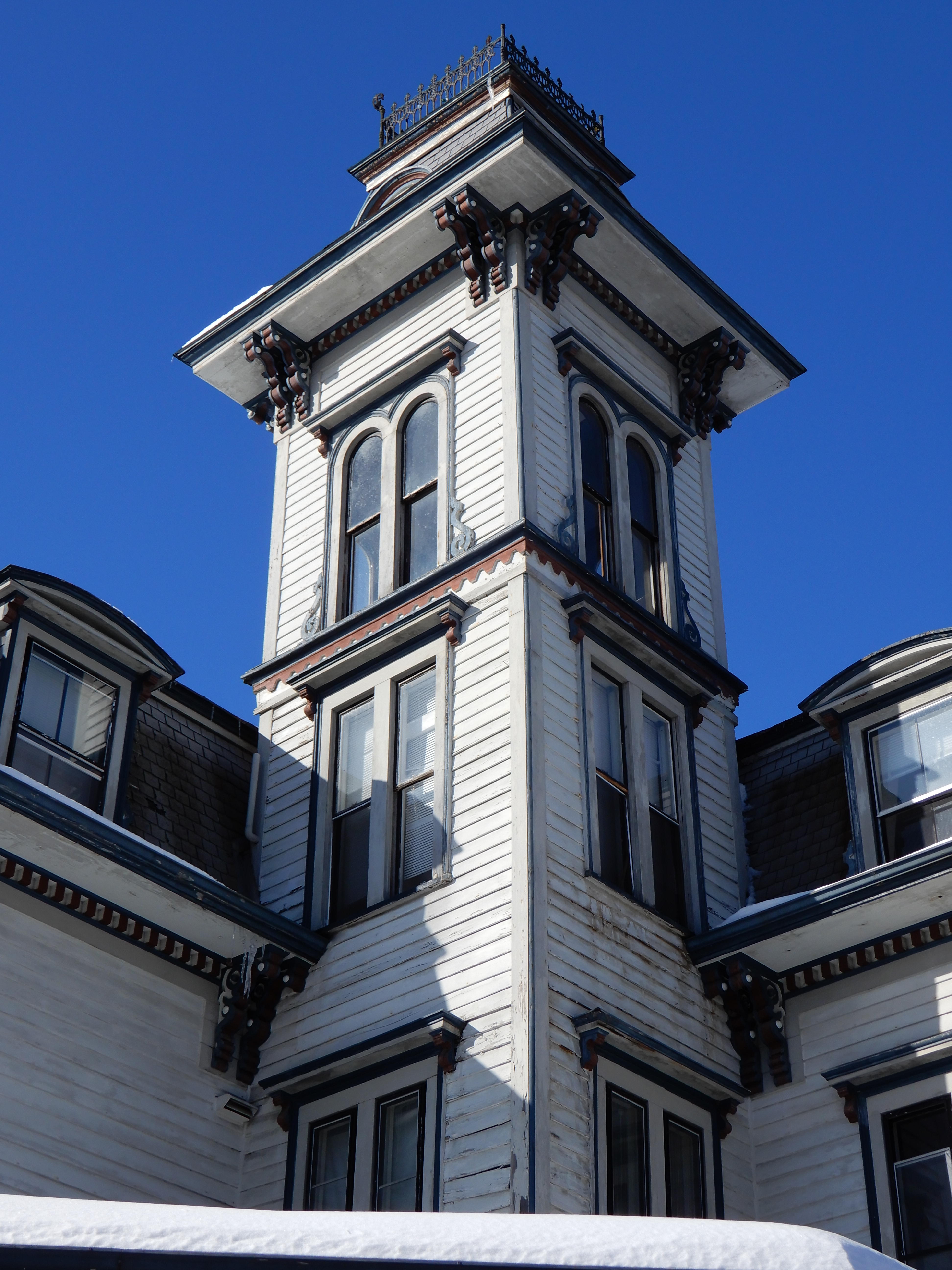
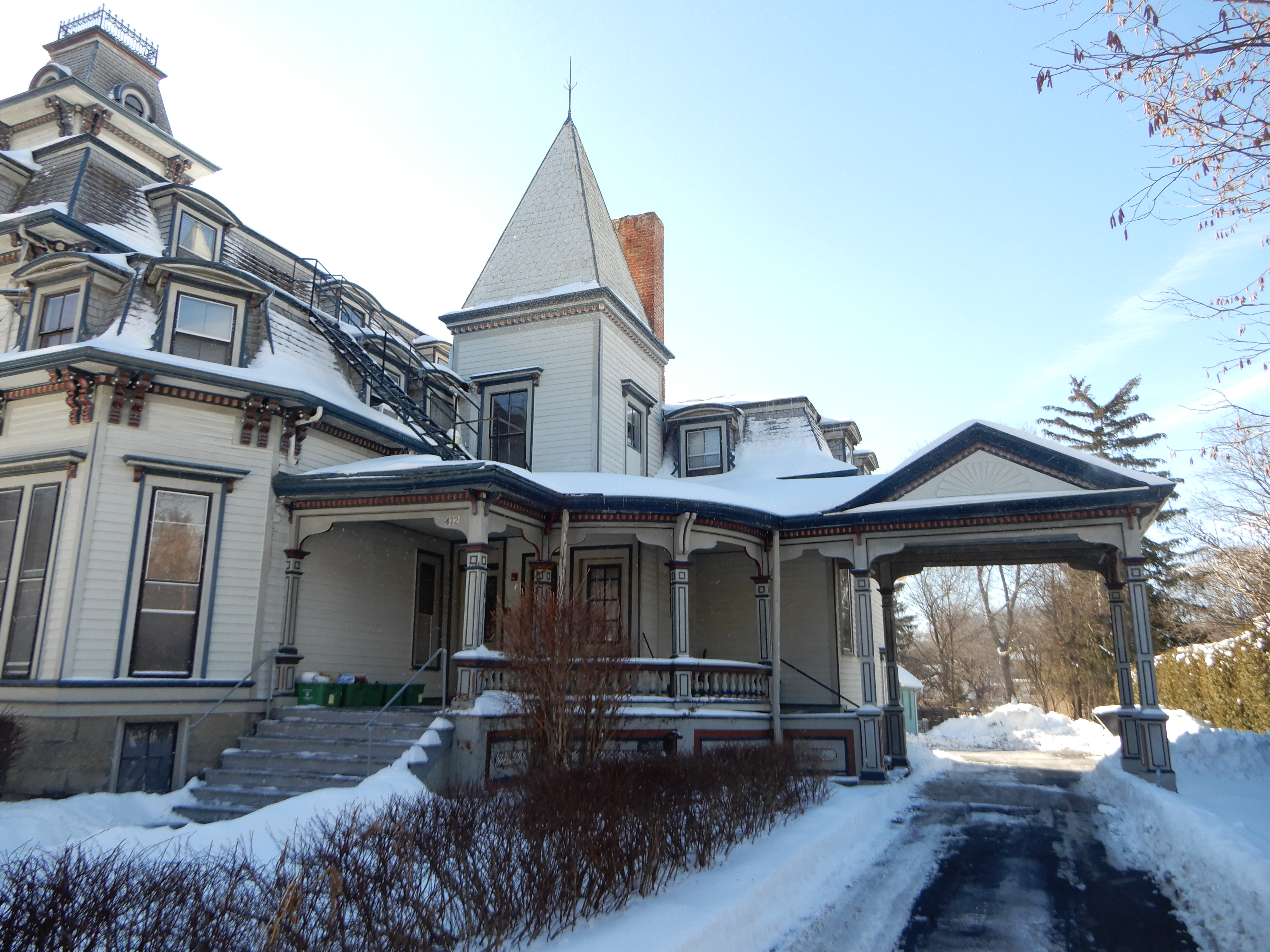